# Chang Yongxiang
Chang Yongxiang (chinesisch 常永祥, Pinyin Cháng Yǒngxiáng; * 16. September 1983 in Handan, Hebei) ist ein chinesischer Ringer. Er gewann bei den Olympischen Spielen 2008 in Peking eine Silbermedaille im griechisch-römischen Stil im Weltergewicht.

## Werdegang
Chang Yongxiang stammt aus Taiyuan und gehört dem Ringsportclub Shanxi an. Er ist 1,78 m groß und wiegt normalerweise um 80 kg. Für die großen internationalen Wettkämpfe trainiert er regelmäßig in die Weltergewichtklasse, dessen Gewichtslimit bei 74 kg liegt, ab. Chang Yongxian, der seit 2005 der chinesischen Nationalmannschaft der Ringer im griech.-römischen Stil angehört, wurde, wie seine anderen chinesischen Ringerkameraden der Nationalmannschaft, im Hinblick auf die Durchführung der Olympischen Spiele 2008 in Peking, gezielt gefördert. Eine Förderung, die sich für ihn auszahlte, denn seit seinem ersten Start bei einer internationalen Meisterschaft im Jahre 2005 steigerte er sich kontinuierlich bis zum Gewinn der Silbermedaille in Peking.
Bei den Asienmeisterschaften 2005 in Wuhan, seinem ersten Start bei einer internationalen Meisterschaft, belegte er im Weltergewicht den 7. Platz. Auch ein Jahr später, bei der Weltmeisterschaft 2006 in Guangzhou/China musste er noch Lehrgeld bezahlen, denn er verlor dort seinen ersten Kampf gegen den Schweden Mohammad Babulfath, womit er ausschied und auf dem 26. Platz landete.
Deutliche Fortschritte zeigte er bei der Asienmeisterschaft 2007 in Bischkek/Kirgisistan. Er erreichte dort hinter Danijar Kobonow aus Kirgisistan, der auch schon 2005 in dieser Gewichtsklasse gewonnen hatte und Ässet Ädilow aus Kasachstan den 3. Platz. Bei der Weltmeisterschaft 2007 in Baku hatte er aber kein Glück, denn verlor seinen ersten Kampf gegen Ex-Weltmeister Manuchar Kwirkwelia aus Georgien nach Punkten (1:3 Runden, 2:5 techn. Punkte). Da Kwirkwelia schon in der nächsten Runde gegen den Deutschen Konstantin Schneider verlor und ausschied, belegte Chang nur den 36. Platz.
Im Jahre 2008 feierte Chan Yongxiang seinen ersten großen Sieg, denn er wurde in Jeju/Südkorea Asienmeister im Weltergewicht vor dem Titelverteidiger Danijar Kobonow und Jung Tae-Kyun aus Südkorea. Bei den Olympischen Spielen in Peking zeigte er sich in hervorragender Form und besiegte in seinem ersten Kampf den Weltmeister von 2007 Jawor Janakiew aus Bulgarien nach Punkten, dann gewann er über Sixto Barrera aus Peru und Oleg Michailowitsch aus Belarus. Damit stand er im Finale, in dem ihm Manuchar Kwirkwelia gegenüberstand. Kwirkwelia erwies sich an diesem Tag aber noch als zu stark für Chang und gewann diesen Kampf. Chang Yongyiang gewann damit die Silbermedaille, was für ihn einen großen Erfolg bedeutete.

## Erfolge
(OS = Olympische Spiele, WM = Weltmeisterschaft, GR = griech.-römischer Stil, We = Weltergewicht, bis 74 kg Körpergewicht)
- 2005, 7. Platz, Asienmeisterschaft in Wuhan/Volksrepublik China, GR, We; Sieger: Daniar Kobonow, Kirgisistan vor Bachtiar Baiseitow, Kasachstan;
- 2006, 26. Platz, WM in Guangzhou/China, GR, We; Sieger: Wladimir Schatschkitsch, Ukraine vor Marko Yli-Hannuksela, Finnland, Manuchar Kwirkwelia, Georgien u. Mark Overgaard Madsen, Dänemark;
- 2007, 3. Platz, Asienmeisterschaft in Bischkek/Kirgisistan, GR, We, hinter Darian Kobonow u. Ässet Ädilow, Kasachstan;
- 2007, 36. Platz, WM in Baku, GR, We; Sieger: Jawor Janakiew, Bulgarien vor Mark Overgaard Madsen, Christophe Guénot, Frankreich u. Valdemaras Venckaitis, Litauen;
- 2008, 1. Platz, Asienmeisterschaft in Jeju/Südkorea, GR, We, vor Daniar Kobonow, Jung Tae-Kyun, Südkorea u. Mehdi Mohammadi, Iran;
- 2008, Silbermedaille, OS in Peking, GR, We, hinter Manuchar Kwirkwelia u. vor Jawor Janakiew u. Christophe Guénot